# Hilara pectinipes
Hilara pectinipes är en tvåvingeart som beskrevs av Gabriel Strobl 1892. Hilara pectinipes ingår i släktet Hilara och familjen dansflugor. Inga underarter finns listade i Catalogue of Life.